# Ad orientem

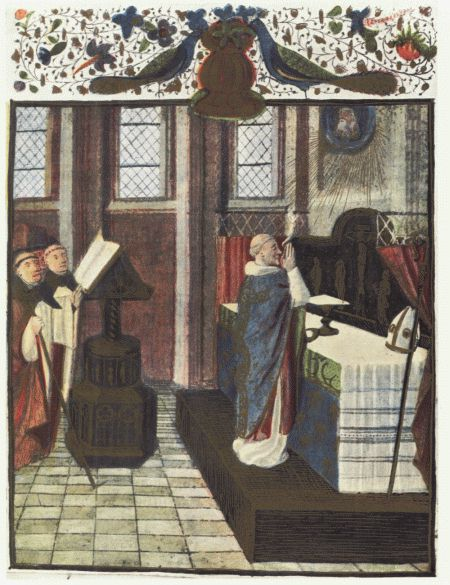
Biskup sprawujący Eucharystię ad orientem (XV wiek)

Ad orientem (łac. ku wschodowi) – pojęcie używane do określenia postawy uczestników mszy. Oznacza, że kapłan i wierni znajdują się po tej samej stronie ołtarza i są zwróceni w jego stronę, a co za tym idzie kapłan stoi tyłem do wiernych. Nazwa ta wywodzi się z zasady orientowania kościołów, przez co ołtarz znajdował się przy wschodniej ścianie świątyni; obecnie termin ten nie musi być związany z rzeczywistym wschodem. W praktyce liturgii Kościoła ad orientem miało oznaczać oczekiwanie paruzji Jezusa Chrystusa, który „przyjdzie on powtórnie ze wschodu”.
Pierwotnie ołtarze w świątyniach chrześcijańskich wzorowanych na synagogach były wolnostojące (w apsydzie znajdowało się krzesło biskupa), a celebrans zwracał się w takim samym kierunku co wierni go otaczający. Wraz z rozwojem ceremoniału katedra biskupia została przesunięta na boczną ścianę budynku, zaś jej miejsce w apsydzie zajął ołtarz. W końcu utrwaliła się praktyka budowania ołtarza w złączeniu ze ścianą, przez co celebracja w inny sposób niż ad orientem nie była możliwa.
Według błędnego przekonania, jest to jedyny sposób celebrowania liturgii sprawowanej według mszału Piusa V (zwanej obecnie nadzwyczajną formą rytu rzymskiego. Jednak sam mszał przewiduje w swoich  tekstach możliwość odprawiania liturgii versus populum; zdarzały się bowiem świątynie budowane tak, że ołtarz znajdował się przy zachodniej ścianie świątyni (np. bazylika watykańska) – w takim wypadku kapłan, stojąc skierowany ku wschodowi, zwracał się w stronę wiernych.
Praktyka taka została w dużej mierze zarzucona po zmianach w liturgii po soborze watykańskim II, choć zmiana ta nie była bezpośrednio postulowana przez konstytucję Sacrosanctum concilium. Do budowy ołtarzy w taki sposób, by można było przy nich celebrować twarzą do ludu, zachęcała instrukcja wykonawcza „Inter oecumenici” z 1964. Co za tym idzie, w wielu kościołach pojawiły się nowe ołtarze w oddaleniu od ściany, w niektórych dokonywano nawet całkowitej rekonstrukcji wnętrza. W nowo budowanych świątyniach regułą stało się budowanie ołtarza tak, by można było na nim sprawować liturgię w stronę ludu. Mimo to mszał Pawła VI uwzględnia obie formy celebracji, zaznaczając w odpowiednich momentach, kiedy kapłan ma się odwrócić do wiernych. Przykładem miejsca, w którym celebracja w formie zwyczajnej rytu rzymskiego odbywa się ad orientem, jest kaplica Matki Boskiej Częstochowskiej na Jasnej Górze oraz Katedra Wawelska. 